# أتلانتيكا سوبر سبلاش
أتلانتيكا سوبر سبلاش (بالإنجليزية: Atlantica SuperSplash) هي أفعوانية مائية تقع في يوروبي بارك بمدينة روست، ألمانيا. تم افتتاح اللعبة في 19 مارس 2005، وهي من تصميم وتصنيع شركة Mack Rides الألمانية، وتُعد واحدة من أكثر الألعاب شعبية في الحديقة.

## التصميم والموضوع
تتمحور فكرة اللعبة حول المستكشفين البرتغاليين في عصر الاكتشافات، وتُحاكي رحلة بحرية يقودها الكونكيستادور البرتغاليون عبر المحيطات الاستوائية. يُحاط المسار بزخارف مستوحاة من العمارة البحرية والنقل في القرن السادس عشر، بما في ذلك قلاع، وسفن خشبية، وعناصر ديكور مائي.

## تجربة الركوب
يبدأ القارب رحلته على مسار مائي يُحاكي الإبحار عبر قناة، قبل أن يتم رفعه إلى ارتفاع 30 مترًا، ثم ينطلق في سقوط حاد يؤدي إلى رذاذ مائي كثيف، ليُكمل بعدها مسارًا إضافيًا يضم دورانًا خفيفًا وقفزات مائية ترفيهية. تصل سرعة القارب إلى نحو 80 كم/ساعة.

## التكنولوجيا
تُعتبر هذه اللعبة النموذج الأولي لسلسلة من ألعاب "SuperSplash" التي طورتها شركة Mack Rides. وقد تم تنفيذ تصاميم مماثلة لها في ثلاث حدائق ترفيهية أخرى حول العالم. كما توجد نسخ معدّلة منها بتصاميم خاصة، مثل لعبة Journey to Atlantis في سي وورلد سان أنطونيو، والتي تدمج الأفعوانية المائية مع مؤثرات مسرحية داخلية.

## السلامة ومتطلبات الركوب
تُفرض قيود طول دنيا تبلغ 100 سم للركاب، ويُشترط أن يكون الأطفال الصغار برفقة شخص بالغ. وتُستخدم آليات أمان تشمل أحزمة أمان خفيفة وأذرع تثبيت في كل مقعد.